# Borís Vilkitski

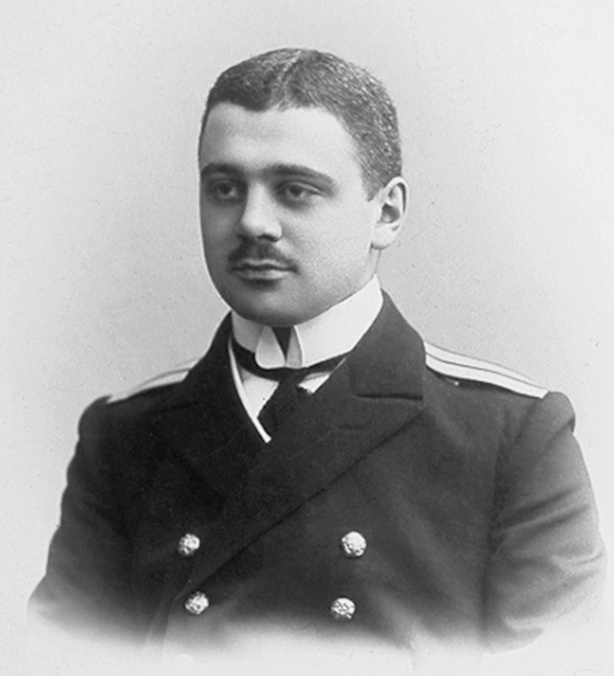
Borís Andréievich Vilkitski

Borís Andréievich Vilkitski (en ruso: Борис Андреевич Вилькицкий) (3 de abril (22 de marzo) de 1885-Bruselas, 6 de marzo de 1961), fue un marino, hidrógrafo y agrimensor ruso que dirigió de 1913 a 1915 la Expedición Hidrográfica rusa al Océano Ártico, en la que se descubrió el archipiélago de Tierra del Norte (Sévernaya Zemliá).

## Biografía
Borís Vilkitski era hijo de Andréi Ippolítovich Vilkitski. Se graduó en la Academia Naval en San Petersburgo en 1908. Participó en la guerra ruso-japonesa (1904-05). En 1913-1915, dirigió la Expedición Hidrográfica Rusa al Océano Ártico, a bordo de los buques rompehielos Taimyr y Vaigach, con el propósito de continuar la exploración de la Ruta del Mar del Norte. 
En 1913, la expedición de Vilkitski (Expedición hidrográfica rusa al océano Ártico) descubrió el archipiélago de Tierra del Norte, quizás uno de los descubrimientos más importantes en el Ártico ruso en esa época. Otros descubrimientos que realizaron fueron una isla que ahora lleva su nombre (isla Vilkitski), así como la isla Maly Taymyr y la vecina isla Starokádomski. En 1914-1915, la expedición Vilkitski hizo el primer viaje de Vladivostok a Arjánguelsk, descubriendo la isla de Novopáshenny (actualmente isla Zhójov), y describiendo la costa sur de Sévernaya Zemliá.
En 1918, Vilkitski fue nombrado jefe de la primera Expedición Hidrográfica Soviética, que nunca tuvo lugar debido a su incautación por los intervencionistas en el puerto de Arjánguelsk. En 1920, Vilkitski emigró al Reino Unido. En 1923 y 1924, Vilkitski dirigió expediciones comerciales en el mar de Kara por invitación de la organización de comercio exterior de la Unión Soviética. 
Mucho más tarde, Vilkitski fue empleado como hidrógrafo en el Congo Belga. Borís Vilkitski murió en Bruselas en 1961.

## Reconocimientos
Muchas accidentes geográficos rusos llevan el nombre de Vilkitski: 
- el estrecho de Vilkitsky, el más conocido de todos, un estrecho de mar entre Sévernaya Zemliá y la península de Taimyr, un hito importante de la Ruta del Mar del Norte;
- Zaliv Vilkítskogo, una bahía en la costa noroeste de Nueva Zembla;
- la isla Vilkitski en el mar de Kara;
- Las islas Vilkitski, un grupo de islas del archipiélago de Nordenskiöld;
- Las islas Vilkitski, un subgrupo de las islas Komsomólskaya Pravda en el mar de Láptev frente a la costa oriental de la península de Taimir;
- la isla Vilkitski en el mar de Siberia Oriental.[2]